# Omne vivum ex ovum
Omne vivum ex vivo  (u, Omne vivum ex ovo) frase latina que literalmente significa y se traduce como  «toda vida sale de vida», y cuyo significado es «todo ser vivo viene de otro ser vivo».

Fue expresada por el médico italiano Francesco Redi (1626-1698), tras realizar brillantes experiencias para demostrar la falsedad de la creencia en la generación espontánea  de vida a partir de cosas no-vivas presentes en el medio. Para evitarse problemas con la inquisición tales como los que sufriera Galileo Galilei: usó la frase en latín  de resonancias bíblicas omne vivum ex vivo  ("Todo vivo procede de la vida").
Una variante posterior de la frase, usada en el mismo sentido, Omne vivum ex ovo ('Todo ser vivo procede de un huevo'), se debe a Carlos Linneo (1751).